# Cunenweiler
Cunenweiler (auch Konwiler) ist ein abgegangener Weiler auf der Gemarkung der Stadt Welzheim im baden-württembergischen Rems-Murr-Kreis. Über die Geschichte der Wüstung ist nicht mehr viel bekannt.

## Lage
Cunenweiler lag in der Nähe von Eberhardsweiler, einem Ortsteil Welzheims. Die genaue Lage ist nicht bekannt.

## Geschichte
Der Ortsname leitet sich wahrscheinlich von dem germanischen Namen Cuno ab. Wahrscheinlich trug der Gründer oder Grundherr von Cunenweiler diesen Namen. Der Ort wurde erstmals 1245 in einer päpstlichen Urkunde als Conwyler erwähnt. Mit dieser Urkunde stellte Papst Innozenz IV. das Augustiner-Chorherrenstift Backnang unter seinen Schutz und bestätigte dessen Besitz, zu dem auch Cunenweiler gehörte. 1352 kaufte das Kloster Lorch von dem Kloster Adelberg zwei Lehen in Chuonewiler und in Rauneswiler (dem heutigen Schillinghof) zur Ausstattung der Kapelle St. Ulrich in Schadberg. Es ist nicht genau bekannt, wann der Weiler aufgegeben wurde. Zuletzt erwähnt wurde Cunenweiler 1450.